# 도브랸카

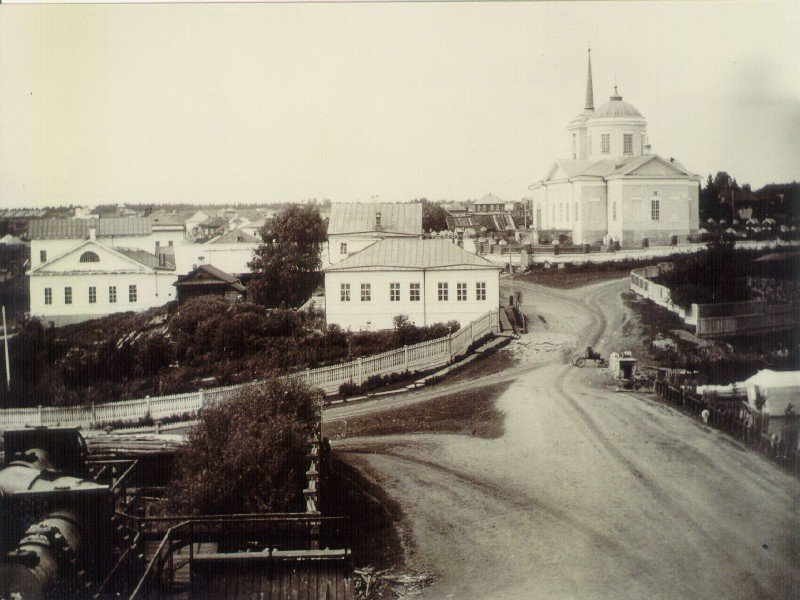

도브랸카(러시아어: Добря́нка)는 과거에는 페름 주에 속했으나, 현재는 페름 지방에 속해 있는 도시이다.
현재 시장은 오쿨로브 세르게이(Сергей Геннадьевич Окулов)이다.